# Wintrichring
Der Wintrichring ist eine Innerortsstraße in den Stadtbezirken Moosach (Nr. 10) und Neuhausen-Nymphenburg (Nr. 9) von München. Er verbindet den Georg-Brauchle-Ring mit der Menzinger Straße und ist damit eine bedeutende Verkehrsader vom Mittleren Ring zur Bundesautobahn 8 (Stuttgarter Autobahn).

## Verlauf

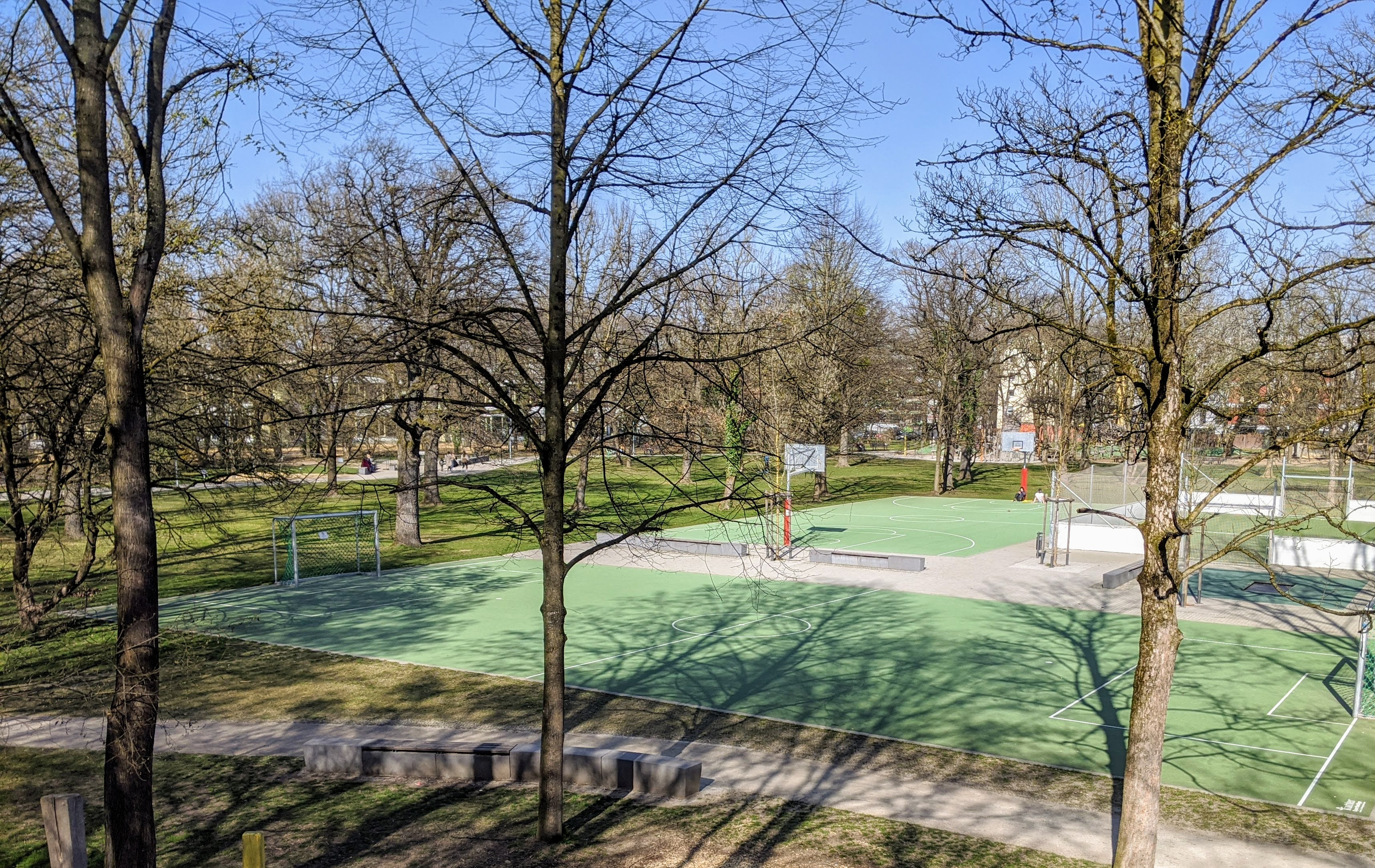
Der Amphionpark nördlich des Wintrichrings

Der in den 1960er Jahren ausgebaute Wintrichring verbindet zusammen mit dem westlich anschließenden Georg-Brauchle-Ring den Mittleren Ring und damit das Olympiagelände von 1972 mit der Menzinger Straße als Teil der Hauptausfallachse von der Innenstadt zur BAB 8. Er stellt zugleich einen Anschluss für die Allacher Straße/Von-Kahr-Straße als Zugang zu den Stadtteilen Untermenzing und Allach her. Die mit getrennten, mehrspurigen Richtungsfahrbahnen ausgebaute Straße führt in etwa nordwestlich am Westfriedhof vorbei und trennt diesen vom Amphionpark (Verbindung zwischen diesen über eine Fußgänger- und Radfahrerbrücke). Sie führt dann an der Kirche St. Mauritius vorbei, wendet sich nach Südsüdwesten, umfährt auf ihrer Ostseite die Kleingartenanlagen NW 12 und NW 19 und erreicht die Niveaukreuzung mit der von Osten kommenden Nederlinger Straße und der nach Westen führenden Allacher Straße. Südlich der Allacher Straße liegt bis zur Straße In den Kirchen das Vereinsgelände des Post SV München, südlich davon die Samuel-Heinicke-Realschule für Hörgeschädigte. Östlich des Wintrichrings und südlich der Nederlinger Straße befindet sich vor der Metten-Siedlung ein kleiner Park. Gegenüber der Maria-Ward-Straße mündet der Wintrichring niveaugleich in die Menzinger Straße.

## Namensgeber
Die Straße ist nach Josef Wintrich (1891–1958), dem zweiten Präsidenten des Bundesverfassungsgerichts und zuvor Präsidenten des Oberlandesgerichts München benannt.

## Geschichte
Der heutige Wintrichring trug im Abschnitt zwischen Menzinger Straße und heutiger Hugo-Troendle-Straße bis zu seinem Ausbau den Namen Maria-Ward-Straße, der nur noch dem kurzen Abschnitt zwischen dem Nördlichen Schlossrondell und der Menzinger Straße verblieben ist. Die Maria-Ward-Straße setzte sich damals als heutige Hugo-Troendle-Straße bis zur Dachauer Straße fort. Als Wintrichring war nur die zum Amphionpark (und möglicherweise bis zur Dachauer Straße) führende Straße benannt. Der heute namenlose Kreuzungsbereich mit der Nederlinger Straße und der Allacher Straße hieß Maria-Ward-Platz.

## Bebauung
Der Wintrichring ist, auch wegen des angrenzenden Friedhofs und der Kleingartenanlage, lückenhaft bebaut. Die Häuser nördlich des Wintrichrings zwischen Dachauer Straße und Amphionpark (GWG-Siedlung) sind anderen Straßen (Alfred-Drexel-Straße und Nanga-Parbat-Straße) zugeordnet. Die Bebauung des Wintrichrings beginnt erst westlich der Hugo-Troendle-Straße mit Naus Nr. 42 und setzt sich bis zur Allacher Straße mit den geraden Nummern bis 58 fort. Das nächste dem Wintrichring zugeordnete Gebäude auf der Westseite ist die Schwimm- und Sporthalle der Samuel-Heinicke-Realschule mit der Nr. 84. Auf der Ostseite sind nördlich der Volpinistraße dem Wintrichring die ungeraden Hausnummern 85 bis 93 zugeordnet, südlich der Volpinistraße die ungeraden Hausnummern 99, 103 und 105.

## Öffentlicher Verkehr
An der Kreuzung mit der Dachauer Straße hält die Straßenbahnlinie 20, an der Menzinger Straße die Straßenbahnlinie 16.